# Un meurtre au bout du monde
Un meurtre au bout du monde (A Murder at the End of the World) est une mini-série américaine en sept épisodes d'environ 50 minutes créée par Brit Marling et Zal Batmanglij, diffusée entre le 14 novembre et le 19 décembre 2023 sur FX sur Hulu.
Dans les pays francophones, elle est diffusée sur Disney+.

## Synopsis
Darby Hart est une détective amateur et hacker. Elle est l'auteur d'un livre intitulé "L'inconnue d'Argent" dans lequel est raconte comment, avec l'aide d'une communauté en ligne et en particulier son amoureux Bill,  elle a réussi à identifier des femmes inconnues tuées par le même tueur en série.
Forte de cette expérience, Darby est invitée par un milliardaire technophile à participer à une retraite en compagnie d'autres personnes. L'une d'elles est assassinée. Darby commence alors sa propre enquête.

## Distribution

### Acteurs principaux
- Emma Corrin (VF : Alice Orsat) : Darby Hart
- Brit Marling (VF : Céline Mauge) : Lee Andersen
- Clive Owen (VF : Julien Kramer) : Andy
- Harris Dickinson (VF : Aurélien Raynal) : Bill Farrah
- Alice Braga (VF : Julia Vaidis-Bogard) : Sian
- Jermaine Fowler (en) (VF : Stevie Tomi) : Martin
- Joan Chen (VF : Yumi Fujimori) : Lu Mei
- Raúl Esparza (VF : Guillaume Orsat) : David
- Edoardo Ballerini (en) (VF : William Coryn) : Ray
- Pegah Ferydoni (VF : Pascale Mompez) : Ziba
- Ryan J. Haddad (VF : Benjamin Bollen) : Oliver
- Javed Khan (VF : Marc Fayet) : Rohan

### Acteurs secondaires
- Christopher Gurr : Marius
- Britian Seibert : Eva
- Louis Cancelmi (en) (VF : Félicien Juttner) : Todd
- Kellan Tetlow : Zoomer, le fils d'Andy et Lee
- Neal Huff : le père de Darby
- Daniel Olson : Tomas

 Source et légende : version française (VF) sur RS Doublage

## Episodes
- Épisode 1 - le séminaire

Une jeune hackeuse nommée Darby, enquête sur des meurtres de femmes non élucidés.
Un jour elle reçoit l'invitation d'un milliardaire féru de technologie, qui lui propose d'assister à un séminaire qui se déroulera en Islande. Darby y revoit une ancienne connaissance qui sera retrouvée sans vie le soir même de leur arrivée.
- Épisode 2 - mon ami, mon amour

- Épisode 3 - les survivants
- Épisode 4 - secret de famille
- Épisode 5 - la crypte
- Épisode 6 - l'empreinte du crime
- Épisode 7 - le séminaire